# بلانكا فلاسيتش
بلانكا فلاسيتش (بالكرواتية: Blanka Vlašić)‏ (ولدة في 8 نوفمبر 1983 في سبليت، يوغوسلافيا) هي رياضية كرواتية، متخصصة في الوثب العالي. وهي ابنة الرياضي السابق يوشكو، ويعود اسمها الشخصي إلى مدينة الدار البيضاء (Casablanca)، حيث كان والدها متنافسا في ألعاب البحر الأبيض المتوسط المقامة بالمغرب في وقت ولادتها.
مع تحقيق 2.07 م في ستوكهولم في 7 أغسطس 2007، تحمل واحد من أفضل الأرقام في كل الأوقات، اثنين سنتمتر فقط قبالة الرقم القياسي العالمي المستمر منذ 1987.
بطلة العالم مرتين للصغار، شاركت مرتين في دورة الألعاب الأولمبية الصيفية مند أن كان عمرها 17 عاما، لكن لم تنجح، إلى أن جاءت بيكين 2008 وحصلت على ميدالية فضية بعد منافسة شرسة على الميدالية الذهبية.

## الجوائز

### الألعاب الأولمبية
- الألعاب الأولمبية الصيفية 2008 في بيكين  الصين
  -  ميدالية فضية في الوثب العالي.

### بطولة العالم
- بطولة العالم لألعاب القوى 2007 في أوساكا  اليابان
  -  ميدالية ذهبية في الوثب العالي.

### ألعاب البحر الأبيض المتوسط
- ألعاب البحر الأبيض المتوسط 2001 في تونس  تونس
  -  ميدالية ذهبية في الوثب العالي.

### بطولة العالم لألعاب القوى داخل القاعة
- بطولة العالم لألعاب القوى داخل القاعة 2004 في بودابست  المجر
  -  ميدالية برونزية في الوثب العالي.
- * بطولة العالم لألعاب القوى داخل القاعة 2006 في موسكو  روسيا
  -  ميدالية فضية في الوثب العالي.
- بطولة العالم لألعاب القوى داخل القاعة 2008 في فالنسيا  إسبانيا
  -  ميدالية ذهبية في الوثب العالي.

## روابط خارجية
- بلانكا فلاسيتش على موقع الاتحاد الدولي لألعاب القوى (الإنجليزية)
- بلانكا فلاسيتش على موقع الاتحاد الأوروبي لألعاب القوى (الإنجليزية)
- بلانكا فلاسيتش على موقع الدوري الماسي (الإنجليزية)
- بلانكا فلاسيتش على موقع اللجنة الأولمبية الدولية (الإنجليزية)
- بلانكا فلاسيتش على موقع أوليمبيديا (الإنجليزية)
- بلانكا فلاسيتش على موقع اللجنة الأولمبية الكرواتية (مؤرشف) (الكرواتية)